# 東京都立公園
東京都立公園（とうきょうとりつこうえん）は、東京都が所管する公園。東京都建設局が所管する都立公園、東京都港湾局が所管する都立海上公園、東京都環境局が所管する都立自然公園および都民の森などがある。
設置場所・地域は主に国有地か都有地である（国有地は国が管理権を委託）。指定管理者制度の導入により、大部分が指定管理者に管理が委任されている。

## 都立公園
東京都建設局が所管する都市公園。都市基幹公園（総合公園・運動公園）、広域公園、特殊公園（風致公園・歴史公園・動物公園・植物公園・墓園）、緑地（緩衝緑地、都市緑地、緑道）が含まれる。東京都では特に文化的価値の高い公園（庭園）を「文化財庭園」と呼び、その他の開放公園と区別している。指定管理者制度により、動物園・水族園は東京動物園協会、庭園・公園の大部分は東京都公園協会に管理が委任されている。
無償化の動き
1972年4月、東京都が「都民に、もっと緑と広場を」という方針で六義園や小石川後楽園などを無料開放した。しかし無料化直後から、池のコイが盗まれるなど来園者のマナーが極端に悪化。ほどなく有料化に戻している。

### 動物園
| 公園名           | 開園面積 (ha) | 所在地   | 開園年月日     | グループ   | 運営者         |
| ---------------- | ------------- | -------- | -------------- | ---------- | -------------- |
| 井の頭自然文化園 | 11.6          | 武蔵野市 | 1942年5月17日  | 都立動物園 | 東京動物園協会 |
| 恩賜上野動物園   |               | 台東区   | 1882年3月20日  | 都立動物園 | 東京動物園協会 |
| 葛西臨海水族園   |               | 江戸川区 | 1989年10月10日 | 都立動物園 | 東京動物園協会 |
| 多摩動物公園     | 60.0          | 日野市   | 1958年5月5日   | 都立動物園 | 東京動物園協会 |

### 植物園
| 公園名           | 開園面積 (ha) | 所在地 | 開園年月日     | 運営者                 |
| ---------------- | ------------- | ------ | -------------- | ---------------------- |
| 神代植物公園     | 49.0          | 調布市 | 1961年10月20日 | 東京都公園協会         |
| 夢の島熱帯植物館 |               | 江東区 | 1988年11月19日 | アメニス夢の島グループ |

### 庭園
| 公園名           | 所在地   | 文化財指定           | 時代 | 人物       | 様式・特徴                     | グループ           | 運営者         |
| ---------------- | -------- | -------------------- | ---- | ---------- | ------------------------------ | ------------------ | -------------- |
| 旧岩崎邸庭園     | 台東区   | 重要文化財（建造物） | 明治 | 岩崎久弥   | J.コンドル設計の洋館           | 文化財庭園グループ | 東京都公園協会 |
| 旧芝離宮恩賜庭園 | 港区     | 特別史跡・名勝       | 貞享 | 大久保忠朝 | 回遊式泉水庭園                 | 文化財庭園グループ | 東京都公園協会 |
| 旧古河庭園       | 北区     | 名勝                 | 大正 | 古河虎之助 | J.コンドル設計の洋館とバラ園   | 文化財庭園グループ | 東京都公園協会 |
| 清澄庭園         | 江東区   | 東京都指定名勝       | 明治 | 岩崎弥太郎 | 回遊式林泉庭園                 | 文化財庭園グループ | 東京都公園協会 |
| 小石川後楽園     | 文京区   | 特別史跡・特別名勝   | 江戸 | 徳川光圀   | 水戸黄門ゆかりの大名庭園       | 文化財庭園グループ | 東京都公園協会 |
| 殿ヶ谷戸庭園     | 国分寺市 | 東京都指定名勝       | 大正 | 江口定条   | 段丘崖を生かした回遊式林泉庭園 | 文化財庭園グループ | 東京都公園協会 |
| 浜離宮恩賜庭園   | 中央区   | 特別史跡・特別名勝   | 江戸 | 徳川家宣   | 潮入りの回遊式築山泉水庭       | 文化財庭園グループ | 東京都公園協会 |
| 向島百花園       | 墨田区   | 史跡・名勝           | 文化 | 佐原鞠塢   | 唯一現存する江戸時代の花園     | 文化財庭園グループ | 東京都公園協会 |
| 六義園           | 文京区   | 特別名勝             | 元禄 | 柳沢吉保   | 代表的な江戸時代の大名庭園     | 文化財庭園グループ | 東京都公園協会 |

### 公園（区部）
| 公園名               | 分類     | 開園面積 (ha) | 所在地         | 開園年月日     | グループ                   | 運営者                   | 備考                       |
| -------------------- | -------- | ------------- | -------------- | -------------- | -------------------------- | ------------------------ | -------------------------- |
| 青山公園             | 総合公園 | 3.8           | 港区           | 1970年6月1日   | 都市部の公園・南部グループ | 東京都公園協会           |                            |
| 赤塚公園             | 風致公園 | 25.0          | 板橋区         | 1974年6月1日   | 都市部の公園・北部グループ | 東京都公園協会           |                            |
| 上野恩賜公園         | 歴史公園 | 53.5          | 台東区         | 1873年10月19日 |                            | 東京都東部公園緑地事務所 | 東京都直轄                 |
| 宇喜田公園           | 運動公園 | 5.3           | 江戸川区       | 2002年4月1日   | 都市部の公園・東部グループ | アメニス東部地区グループ |                            |
| 浮間公園             | 総合公園 | 11.7          | 板橋区・北区   | 1967年7月26日  | 都市部の公園・北部グループ | 東京都公園協会           |                            |
| 大泉中央公園         | 総合公園 | 10.3          | 練馬区         | 1990年6月1日   | 都市部の公園・北部グループ | 東京都公園協会           |                            |
| 大島小松川公園       | 総合公園 | 24.8          | 江東区         | 1997年8月1日   | 都市部の公園・東部グループ | アメニス東部地区グループ |                            |
| 尾久の原公園         | 運動公園 | 6.1           | 荒川区         | 1993年6月1日   | 都市部の公園・東部グループ | アメニス東部地区グループ |                            |
| 葛西臨海公園         | 広域公園 | 80.6          | 江戸川区       | 1989年6月1日   | 防災公園グループ           | 東京都公園協会           |                            |
| 亀戸中央公園         | 総合公園 | 10.3          | 江東区         | 1980年6月1日   | 都市部の公園・東部グループ | アメニス東部地区グループ |                            |
| 砧公園               | 総合公園 | 39.1          | 世田谷区       | 1957年4月1日   | 防災公園グループ           | 東京都公園協会           |                            |
| 木場公園             | 総合公園 | 24.1          | 江東区         | 1992年6月1日   | 防災公園グループ           | 東京都公園協会           |                            |
| 駒沢オリンピック公園 | 運動公園 | 41.3          | 世田谷区       | 1964年12月1日  | 防災公園グループ           | 東京都公園協会           |                            |
| 猿江恩賜公園         | 運動公園 | 14.5          | 江東区         | 1932年4月29日  | 都市部の公園・東部グループ | アメニス東部地区グループ |                            |
| 汐入公園             | 総合公園 | 12.6          | 荒川区         | 2006年4月1日   | 防災公園グループ           | 東京都公園協会           |                            |
| 潮風公園             | 風致公園 | 15.4          | 品川区         | 1974年6月1日   |                            | 東京臨海副都心グループ   |                            |
| 篠崎公園             | 広域公園 | 28.7          | 江戸川区       | 1967年7月26日  | 防災公園グループ           | 東京都公園協会           |                            |
| 芝公園               | 総合公園 | 12.2          | 港区           | 1873年10月19日 | 都市部の公園・南部グループ | 東京都公園協会           |                            |
| 石神井公園           | 風致公園 | 20.1          | 練馬区         | 1959年3月11日  | 都市部の公園・北部グループ | 東京都公園協会           |                            |
| 城北中央公園         | 運動公園 | 24.2          | 板橋区・練馬区 | 1957年4月1日   | 防災公園グループ           | 東京都公園協会           | 旧称・上板橋緑地           |
| 善福寺川緑地         | 都市緑地 | 19.0          | 杉並区         | 1964年8月1日   | 防災公園グループ           | 東京都公園協会           |                            |
| 善福寺公園           | 風致公園 | 7.8           | 杉並区         | 1961年6月16日  | 都市部の公園・北部グループ | 東京都公園協会           |                            |
| 祖師谷公園           | 総合公園 | 8.1           | 世田谷区       | 1975年6月1日   | 都市部の公園・南部グループ | 東京都公園協会           |                            |
| 台場公園             | 歴史公園 | 2.9           | 港区           | 1928年7月7日   |                            | 東京臨海副都心グループ   |                            |
| 高井戸公園           | 運動公園 | 8.2           | 杉並区         | 2020年6月1日   | 都市部の公園・北部グループ | 東京都公園協会           |                            |
| 東京臨海広域防災公園 | 広域公園 | 6.5           | 江東区         | 2010年7月1日   |                            | 西武造園                 | 国営公園と併設（計13.2ha） |
| 舎人公園             | 総合公園 | 51.3          | 足立区         | 1981年6月1日   | 防災公園グループ           | 東京都公園協会           |                            |
| 戸山公園             | 総合公園 | 18.6          | 新宿区         | 1954年8月16日  | 都市部の公園・北部グループ | 東京都公園協会           |                            |
| 中川公園             | 運動公園 | 12.0          | 足立区         | 1986年6月1日   | 都市部の公園・東部グループ | アメニス東部地区グループ |                            |
| 練馬城址公園         | 総合公園 | 3.2           | 練馬区         | 2023年5月1日   | 都市部の公園・北部グループ | 東京都公園協会           |                            |
| 東綾瀬公園           | 総合公園 | 15.8          | 足立区         | 1966年7月11日  | 都市部の公園・東部グループ | アメニス東部地区グループ |                            |
| 東白鬚公園           | 総合公園 | 10.3          | 墨田区         | 1986年6月1日   | 防災公園グループ           | 東京都公園協会           |                            |
| 光が丘公園           | 総合公園 | 60.7          | 練馬区・板橋区 | 1981年12月26日 | 防災公園グループ           | 東京都公園協会           |                            |
| 日比谷公園           | 総合公園 | 16.1          | 千代田区       | 1903年6月1日   | 都市部の公園・南部グループ | 東京都公園協会           |                            |
| 水元公園             | 広域公園 | 93.4          | 葛飾区         | 1965年4月1日   | 防災公園グループ           | 東京都公園協会           |                            |
| 明治公園             | 総合公園 | 5.7           | 新宿区・渋谷区 | 1964年10月1日  |                            | 東京都東部公園緑地事務所 | 東京都直轄                 |
| 夢の島公園           | 総合公園 | 43.3          | 江東区         | 1978年10月1日  |                            | アメニス夢の島グループ   |                            |
| 横網町公園           | 風致公園 | 1.9           | 墨田区         | 1930年9月1日   |                            | 東京都慰霊協会           | 東京都慰霊堂・復興記念館   |
| 代々木公園           | 総合公園 | 54.1          | 渋谷区         | 1967年10月20日 | 防災公園グループ           | 東京都公園協会           |                            |
| 林試の森公園         | 総合公園 | 12.0          | 目黒区・品川区 | 1989年6月1日   | 都市部の公園・南部グループ | 東京都公園協会           | 旧称・目黒公園             |
| 蘆花恒春園           | 風致公園 | 6.8           | 世田谷区       | 1938年2月27日  | 都市部の公園・南部グループ | 東京都公園協会           | 徳冨蘆花旧宅               |
| 和田堀公園           | 総合公園 | 18.9          | 杉並区         | 1964年8月1日   | 防災公園グループ           | 東京都公園協会           |                            |

### 公園（多摩地域）
| 公園名             | 分類     | 開園面積 (ha) | 所在地                                            | 開園年月日    | グループ             | 運営者                         | 備考                                |
| ------------------ | -------- | ------------- | ------------------------------------------------- | ------------- | -------------------- | ------------------------------ | ----------------------------------- |
| 秋留台公園         | 運動公園 | 11.8          | あきる野市                                        | 1988年6月1日  | 防災公園グループ     | 東京都公園協会                 | 秋川丘陵自然公園内                  |
| 井の頭恩賜公園     | 歴史公園 | 38.3          | 武蔵野市・三鷹市                                  | 1917年5月1日  |                      | 東京都西部公園緑地事務所       | 東京都直轄                          |
| 大戸緑地           | 都市緑地 | 22.4          | 町田市                                            | 2011年4月1日  | 多摩部の公園グループ | 西武・多摩部の公園パートナーズ |                                     |
| 小山内裏公園       | 総合公園 | 45.9          | 町田市・八王子市                                  | 2004年7月1日  | 多摩丘陵グループ     | 東京都公園協会                 |                                     |
| 小山田緑地         | 都市緑地 | 44.3          | 町田市                                            | 1990年6月1日  | 多摩丘陵グループ     | 東京都公園協会                 |                                     |
| 小金井公園         | 広域公園 | 77.5          | 小金井市                                          | 1954年1月14日 | 防災公園グループ     | 東京都公園協会                 |                                     |
| 小宮公園           | 総合公園 | 25.1          | 八王子市                                          | 1986年6月1日  | 多摩部の公園グループ | 西武・多摩部の公園パートナーズ |                                     |
| 桜ヶ丘公園         | 広域公園 | 27.8          | 多摩市                                            | 1984年6月1日  | 多摩丘陵グループ     | 東京都公園協会                 | 旧多摩聖蹟記念館 多摩丘陵自然公園内 |
| 狭山公園           | 都市緑地 | 13.3          | 東村山市・東大和市                                | 1937年4月29日 | 狭山丘陵グループ     | 西武・狭山丘陵パートナーズ     |                                     |
| 狭山・境緑道       | 緑道     | 8.4           | 小平市・東村山市・東大和市                        | 1979年6月1日  | 武蔵野の公園グループ | 西武・武蔵野パートナーズ       |                                     |
| 浅間山公園         | 風致公園 | 8.3           | 府中市                                            | 1970年6月1日  | 武蔵野の公園グループ | 西武・武蔵野パートナーズ       |                                     |
| 滝山公園           | 総合公園 | 25.9          | 八王子市                                          | 1986年6月1日  | 多摩部の公園グループ | 西武・多摩部の公園パートナーズ | 滝山自然公園内                      |
| 玉川上水緑道       | 都市緑地 | 12.8          | 福生市・昭島市・立川市 ・小平市・三鷹市・武蔵野市 | 1981年6月1日  | 武蔵野の公園グループ | 西武・武蔵野パートナーズ       |                                     |
| 中藤公園           | 広域公園 | 4.5           | 武蔵村山市                                        | 2016年4月1日  | 狭山丘陵グループ     | 西武・狭山丘陵パートナーズ     |                                     |
| 長沼公園           | 都市緑地 | 32.0          | 八王子市                                          | 1980年6月1日  | 多摩丘陵グループ     | 東京都公園協会                 | 多摩丘陵自然公園内                  |
| 野川公園           | 広域公園 | 39.9          | 調布市・小金井市・三鷹市                          | 1980年6月1日  | 武蔵野の公園グループ | 西武・武蔵野パートナーズ       |                                     |
| 野山北・六道山公園 | 広域公園 | 140.8         | 武蔵村山市・瑞穂町                                | 1988年6月1日  | 狭山丘陵グループ     | 西武・狭山丘陵パートナーズ     |                                     |
| 八国山緑地         | 都市緑地 | 29.1          | 東村山市                                          | 1990年6月1日  | 狭山丘陵グループ     | 西武・狭山丘陵パートナーズ     |                                     |
| 東伏見公園         | 総合公園 | 13.7          | 西東京市                                          | 2013年4月1日  | 武蔵野の公園グループ | 西武・武蔵野パートナーズ       |                                     |
| 東村山中央公園     | 総合公園 | 12.1          | 東村山市                                          | 1988年6月1日  | 防災公園グループ     | 東京都公園協会                 |                                     |
| 東大和公園         | 都市緑地 | 18.4          | 東大和市                                          | 1979年6月1日  | 狭山丘陵グループ     | 西武・狭山丘陵パートナーズ     |                                     |
| 東大和南公園       | 運動公園 | 9.8           | 東大和市                                          | 1986年6月1日  | 防災公園グループ     | 東京都公園協会                 |                                     |
| 平山城址公園       | 総合公園 | 6.5           | 八王子市                                          | 1980年6月1日  | 多摩丘陵グループ     | 東京都公園協会                 |                                     |
| 府中の森公園       | 総合公園 | 16.8          | 府中市                                            | 1991年6月1日  | 防災公園グループ     | 東京都公園協会                 |                                     |
| 武蔵国分寺公園     | 総合公園 | 10.8          | 国分寺市                                          | 2002年4月1日  | 武蔵野の公園グループ | 西武・武蔵野パートナーズ       |                                     |
| 武蔵野公園         | 風致公園 | 23.0          | 小金井市・府中市                                  | 1964年8月1日  | 武蔵野の公園グループ | 西武・武蔵野パートナーズ       |                                     |
| 武蔵野中央公園     | 総合公園 | 10.0          | 武蔵野市                                          | 1989年6月1日  | 防災公園グループ     | 東京都公園協会                 |                                     |
| 武蔵野の森公園     | 広域公園 | 14.8          | 府中市・調布市・三鷹市                            | 2000年4月1日  | 防災公園グループ     | 東京都公園協会                 |                                     |
| 陵南公園           | 運動公園 | 5.9           | 八王子市                                          | 1968年4月1日  | 多摩部の公園グループ | 西武・多摩部の公園パートナーズ |                                     |
| 六仙公園           | 総合公園 | 0.4           | 東久留米市                                        | 2006年4月1日  | 武蔵野の公園グループ | 西武・武蔵野パートナーズ       |                                     |

### 公園（島しょ部）
| 公園名     | 開園面積 (ha) | 所在地       | 開園年月日    | 運営者         |
| ---------- | ------------- | ------------ | ------------- | -------------- |
| 大神山公園 | 15.3          | 小笠原村父島 | 1981年4月30日 | 東京都公園協会 |

## 海上公園
東京都港湾局が所管する公園。東京都海上公園条例により管理され、原則として都市公園法の適用を受けない。水域における自然環境の保全及び回復を図り水に親しむ場所である「海浜公園」、ふ頭内の環境の整備を図り港の景観に親しむ場所である「ふ頭公園」、臨海地域における自然環境の回復を図り緑に親しめる場所である「緑道公園」の３種類に分けられる。指定管理者制度の導入により、全て指定管理者に管理が委任されている。

### 海浜公園
- 有明親水海浜公園（江東区）
- 大井ふ頭中央海浜公園（スポーツの森・なぎさの森）（品川区・大田区）
- お台場海浜公園（港区）
- 海の森公園（江東区）
- 葛西海浜公園（江戸川区）
- 城南島海浜公園（大田区）
- 辰巳の森海浜公園（江東区）
- 東京港野鳥公園（大田区）
- 若洲海浜公園（ゴルフリンクス・ヨット訓練所・海釣り施設）（江東区）

### ふ頭公園
- 青海北ふ頭公園（江東区）
- 青海中央ふ頭公園（江東区）
- 青海南ふ頭公園（江東区）
- 暁ふ頭公園（江東区）
- 有明西ふ頭公園（江東区）
- 京浜島つばさ公園（大田区）
- 京浜島ふ頭公園（大田区）
- コンテナふ頭公園（品川区）
- 品川北ふ頭公園（港区）
- （品川南ふ頭公園） → 品川区へ移管（2007年4月）
- 芝浦南ふ頭公園（港区）
- 城南島ふ頭公園（大田区）
- 新木場公園（江東区）
- 東海ふ頭公園（大田区）
- 春海橋公園（江東区）
- 晴海ふ頭公園（中央区）
- 水の広場公園（江東区）
- みなとが丘ふ頭公園（品川区）

### 緑道公園
- 青海緑道公園（江東区）
- 有明北緑道公園（江東区）
- 有明テニスの森公園（江東区）
- 大井ふ頭緑道公園（品川区）
- （大森緑道公園） → 大田区へ移管（2013年4月）
- 京浜運河緑道公園（品川区）
- 京浜島緑道公園（大田区）
- （東雲南緑道公園） → 江東区へ移管（2006年4月）
- 城南島緑道公園（大田区） - 城南島海浜公園に接続
- （昭和島北緑道公園） → 大田区へ移管（2016年4月）
- （昭和島南緑道公園） → 大田区へ移管（2012年4月）
- 新木場緑道公園（江東区）
- シンボルプロムナード公園（港区・江東区）
- 辰巳の森緑道公園（江東区） - 辰巳の森海浜公園に隣接
- 東海緑道公園（大田区）
- 晴海緑道公園（中央区）
- 東八潮緑道公園（品川区）
- 夢の島緑道公園（江東区）

## 自然公園
東京都環境局が所管する自然公園および自然公園施設。

### 都立自然公園
- 東京都立秋川丘陵自然公園 （あきる野市）
- 東京都立狭山自然公園（瑞穂町・武蔵村山市・東大和市）
- 東京都立高尾陣場自然公園（八王子市） - 一部が明治の森高尾国定公園と重なる
- 東京都立滝山自然公園（八王子市・あきる野市）
- 東京都立多摩丘陵自然公園 （八王子市・日野市・多摩市）
- 東京都立羽村草花丘陵自然公園（羽村市・あきる野市）

### 都立自然ふれあい公園
- 大島公園（海のふるさと村）（大島町） - 富士箱根伊豆国立公園内
- 奥多摩湖畔公園（山のふるさと村）（奥多摩町）
- 小峰公園（小峰国民休養地）（あきる野市） - 秋川丘陵自然公園内
- 多幸湾公園（神津島村） - 富士箱根伊豆国立公園内
- 羽伏浦公園（新島村）
- 八丈植物公園（八丈町）

## 都民の森
東京都環境局が所管する自然体験施設（県民の森）。
- 東京都檜原都民の森（檜原村）- 三頭山の中腹
- 奥多摩都民の森（体験の森）（奥多摩町）- 御前山の山麓

## 都立霊園
東京都建設局が所管する墓園（都市公園）。指定管理者制度により、東京都公園協会に管理が委任されている。
- 青山霊園（港区）
- 雑司ヶ谷霊園（豊島区）
- 染井霊園（豊島区）
- 谷中霊園（台東区）
- 多磨霊園（府中市）
- 小平霊園（東村山市）
- 八王子霊園（八王子市）
- 八柱霊園（千葉県松戸市）

## その他
- 2023年1月から2024年3月まで「都立公園開園150周年」を記念した事業が行われている[3]。最初の都立公園の開園から150年となる2023年10月には都庁が緑色にライトアップされた。

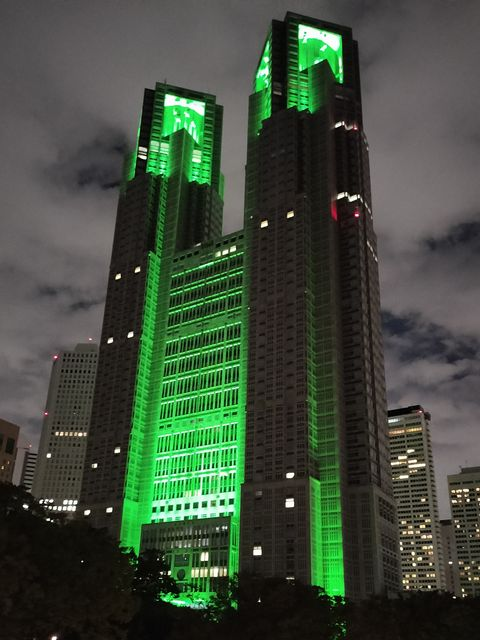
緑色にライトアップされた都庁（2023年10月21日）